# Estación de Jean-Jaurès (Toulouse)
La estación de Jean-Jaurès (Joan Jaurès en occitano) es la principal estación del metro de Toulouse. Es la única estación en la que se puede realizar trasbordo entre las dos líneas del metro tolosano.

## Situación
La estación se encuentra en el borde exterior del centro de Toulouse, en el cruce del bulevar Jean-Jaurès y los bulevares de Franklin-Roosevelt y Estrasburgo. Es la estación más céntrica que no se encuentra en zonas históricas, permitiendo construir la estación de mayor tamaño y mayor número de servicios de las situadas en el corazón de la ciudad.

## Descripción

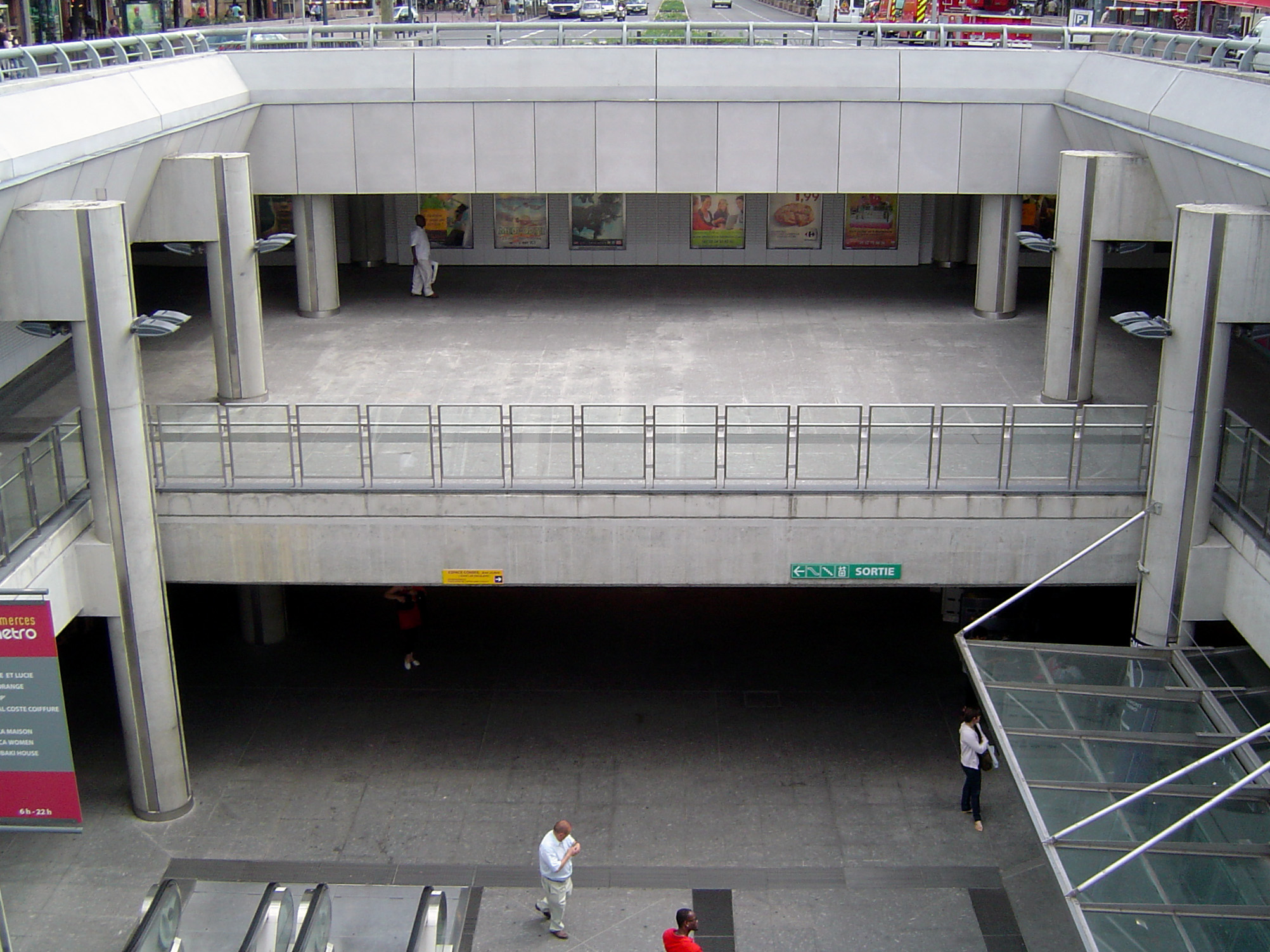
Vestíbulo de la estación visto desde el nivel de calle.

La estación dispone de un vestíbulo con forma de plaza al aire libre, situada una planta bajo el nivel de la calle y abierta al aire libre en el centro del bulevar Jean-Jaurès. Desde este vestíbulo hacia el este se accede a la parte de la línea A, y hacia el oeste a la de la línea B.
La parte de la línea A es la más profunda y tiene una configuración de andén central único. Dispone de 10 puertas de andén y admite ramas con una longitud de 26 metros.
La parte de la línea B es menos profunda, ya que la línea A cruza a la línea B en perpendicular bajo los andenes de esta última. Dispone de tres andenes utilizando la solución Barcelona: los andenes laterales son utilizados para salir de los trenes, y el central, para acceder a ellos. Los trenes abren las puertas de ambos lados, pero la señalización y la apertura de las puertas de la derecha se realiza con anterioridad a las de la izquierda para que los pasajeros tiendan a salir por el andén lateral. Este sistema permite reducir el tiempo de parada. Los andenes disponen de 12 puertas que admiten ramas de 52 metros.

## Obras de arte
La estación dispone de dos obras de arte. La de la línea A se compone de una anamorfosis que se forma sólo en un punto concreto de la escalera sur, y fue realizada por el artista Felice Varini. La línea B dispone de un fresco realizado por Julije Knifer. Se compone de rectángulos que forman olas de colores blanco y negro en una longitud de 30 metros.